# Левин, Дмитрий Павлович
Дмитрий Павлович Левин (1920—1943) — лейтенант Военно-морского флота СССР, участник Великой Отечественной войны, Герой Советского Союза (1944).

## Биография
Родился в октябре 1920 года в селе Дмитриевка (ныне — Радищевский район Ульяновской области). Окончил среднюю школу в Сызрани. В 1938 году был призван на службу в Военно-морской флот СССР. В 1941 году он окончил Черноморское высшее военно-морское училище. С сентября того же года — на фронтах Великой Отечественной войны. Участвовал в обороне Севастополя, был тяжело ранен и контужен.
К ноябрю 1943 года будучи лейтенантом командовал бронекатером «БКА-112» 1-го дивизиона бронекатеров Азовской военной флотилии. В ночь со 2 на 3 ноября 1943 года бронекатер под его командованием первым высадил десант морской пехоты на побережье Керченского пролива на участке Глейки — Жуковка (ныне — в черте Керчи). Всю оставшуюся ночь и следующий день он переправлял десантников, прикрывал огнём своего катера их действия на берегу. Во второй половине дня погиб при налёте вражеской авиации. Похоронен на хуторе Ильич Отрадненского района Краснодарского края.
Указом Президиума Верховного Совета СССР «О присвоении звания Героя Советского Союза офицерскому, старшинскому и рядовому составу Военно-Морского флота» от 22 января 1944 года за «форсирование Керченского пролива, высадку десантных войск и переброску техники на Керченский полуостров и проявленные при этом отвагу и геройство» был удостоен посмертно высокого звания Героя Советского Союза. Также был награждён орденами Ленина, Красного Знамени и Красной Звезды.

## Память
- В его честь названы улица в Сызрани, траулер и пароход, установлен бюст в Севастополе[1].
- Имя Героя Советского Союза Д. П. Левина присвоено средней общеобразовательной школе № 4 г. Сызрани.
- Приказом министра обороны СССР от 2 марта 1990 года навечно зачислен в списки личного состава Черноморского ВВМУ им. П. С. Нахимова[3]. После распада СССР этот приказ был забыт, в 2018 году традиция навечного зачисления была восстановлена (оборудование памятного места в казарме училища и стенда с рассказом о подвиге Героя, называние его имени ежедневно на вечерних поверках и т. д.)[4].